# 沙尔沙乌帕齐拉
沙尔沙乌帕齐拉（英語：Sharsha Upazila）是孟加拉国库尔纳专区杰索尔县的一个乌帕齐拉。根据1991年孟加拉国人口普查，该地的总人口数为258789人，其中男性人口占总人口数的51.4%，女性占48.6%。18岁及18岁以上的人口有126532人。